# 見聞
| ウィキペディアには「見聞」という見出しの百科事典記事はありません（タイトルに「見聞」を含むページの一覧/「見聞」で始まるページの一覧）。 代わりにウィクショナリーのページ「見聞」が役に立つかもしれません。 |